# Tomas Willstedt
Johan Tomas Willstedt, född 17 april 1949 i Öjaby församling, Kronobergs län, var domkyrkoorganist i Lunds domkyrkoförsamling.

## Biografi
Tomas Willstedt föddes 17 april 1949 i Öjaby församling, Kronobergs län. Han var från 2002 till 2016 domkyrkoorganist i Lunds domkyrkoförsamling. Willstedt var under tiden 1979–1991 lektor vid Musikhögskolan i Malmö.